# Primrose (Alaska)
Primrose és una concentració de població designada pel cens dels Estats Units a l'estat d'Alaska. Segons el cens del 2000 tenia 93 habitants.

## Demografia
Segons el cens del 2000, Primrose tenia 93 habitants, 33 habitatges, i 29 famílies La densitat de població era d'1 habitant per km².
Dels 33 habitatges en un 42,4% hi vivien nens de menys de 18 anys, en un 75,8% hi vivien parelles casades, en un 6,1% dones solteres, i en un 12,1% no eren unitats familiars. En el 9,1% dels habitatges hi vivien persones soles el 9,1% de les quals corresponia a persones de 65 anys o més que vivien soles. El nombre mitjà de persones vivint en cada habitatge era de 2,82 i el nombre mitjà de persones que vivien en cada família era de 3.
Per edats la població es repartia de la següent manera: un 34,4% tenia menys de 18 anys, un 1,1% entre 18 i 24, un 24,7% entre 25 i 44, un 28% de 45 a 60 i un 11,8% 65 anys o més.
L'edat mediana era de 42 anys. Per cada 100 dones de 18 o més anys hi havia 96,8 homes.
La renda mediana per habitatge era de 66.111 $ i la renda mediana per família de 66.944 $. Els homes tenien una renda mediana de 48.472 $ mentre que les dones 0 $. La renda per capita de la població era de 18.904 $. Cap de les famílies estaven per davall del llindar de pobresa.

## Poblacions més properes
El següent diagrama mostra les poblacions més properes.